# 劉尚
劉 尚（りゅう しょう、? - 48年）は、中国の後漢時代初期の武将。范曄の『後漢書』において伝は立てられていないものの、後漢草創期の功臣の1人と言っても良い歴戦の将軍で、漢の宗室に連なる人物である。なお、『東観漢記』、『続漢書』は、「劉禹」との名をとっている。また、和帝の代に活動した征西将軍劉尚とは別人である。

## 事跡
| 姓名           | 劉尚                        |
| 時代           | 後漢時代                    |
| 生没年         | 生年不詳 - 48年（建武24年） |
| 字・別号       | 劉禹〔別名?〕               |
| 本貫・出身地等 | 〔不詳〕                    |
| 職官           | 武威将軍〔後漢〕            |
| 爵位・号等     | -                           |
| 陣営・所属等   | 光武帝                      |
| 家族・一族     | 〔不詳〕                    |

建武9年（33年）8月、武威将軍劉尚は中郎将来歙の指揮下に入り、隗囂の子の隗純が拠る天水郡へ進攻し、隗純を来援していた蜀（成家）の公孫述の将の田弇・趙匡を撃破した。同年冬、かつて隗囂に従属していた先零羌などの北方民族が、金城郡・隴西郡に攻め込んできたが、劉尚は来歙指揮下でこれも撃破した。
建武11年（35年）、大司馬呉漢指揮下で公孫述の討伐に向かい、最初は守中郎将馬成の下で河池県を破って、武都郡を平定した。
建武12年（36年）9月、劉尚は呉漢の副将として公孫述配下の大司徒謝豊・執金吾袁吉の軍と広都県で対峙する。緒戦は、劉尚は命により呉漢と分かれて布陣したが、謝豊らの軍に分断され苦戦する。しかし、呉漢は密かに劉尚の軍に合流して、謝豊・袁吉を攻撃し、これらを斬った。さらに、劉尚は公孫述を牽制する役割を担い、呉漢らと連動して、8戦8勝し、ついに成都城外に陣を張ることができた。同年11月、呉漢・劉尚らは成都を陥落させ、ついに公孫述を滅ぼした。しかし、その際に呉漢が成都で略奪・放火を働いたことで、呉漢が光武帝から譴責を受け、さらに劉尚も「宗室の子孫でありながら、なぜこれを見過ごしたのか」と糾弾された。
建武18年（42年）、蜀郡の守将の史歆が成都で叛逆し、大司馬を自称した。劉尚は呉漢の指揮下に入って史歆を討伐し、これを誅殺した。
建武19年（43年）、前年から蜂起していた南方民族の西南夷の渠帥の棟蠶が益州郡を攻撃してくると、劉尚はこれを討伐し、撃退した。さらに越巂太守任貴が謀反すると、同年12月に劉尚はこれを攻撃し、誅殺した。建武21年（45年）春正月、劉尚は派遣されて棟蠶を討伐し、ついにこれを斬って地域を平定した。
建武23年（47年）春正月、南郡蛮（南方民族の一部族）が謀反すると、劉尚が派遣されてこれを撃破し、これらの者を江夏郡に遷した。同年12月、武陵五渓蛮（南方民族の一部族）が叛逆し、郡県を襲撃すると、劉尚が派遣されたが、敵を軽んじ、兵糧も十分でないまま深入りしてしまう。建武24年（48年）、劉尚は沅水で敗北して軍は覆滅され、自身も戦死した。